# Castilleja sessiliflora
Castilleja sessiliflora là loài thực vật có hoa thuộc họ Cỏ chổi. Loài này được Pursh mô tả khoa học đầu tiên năm 1813.

## Hình ảnh

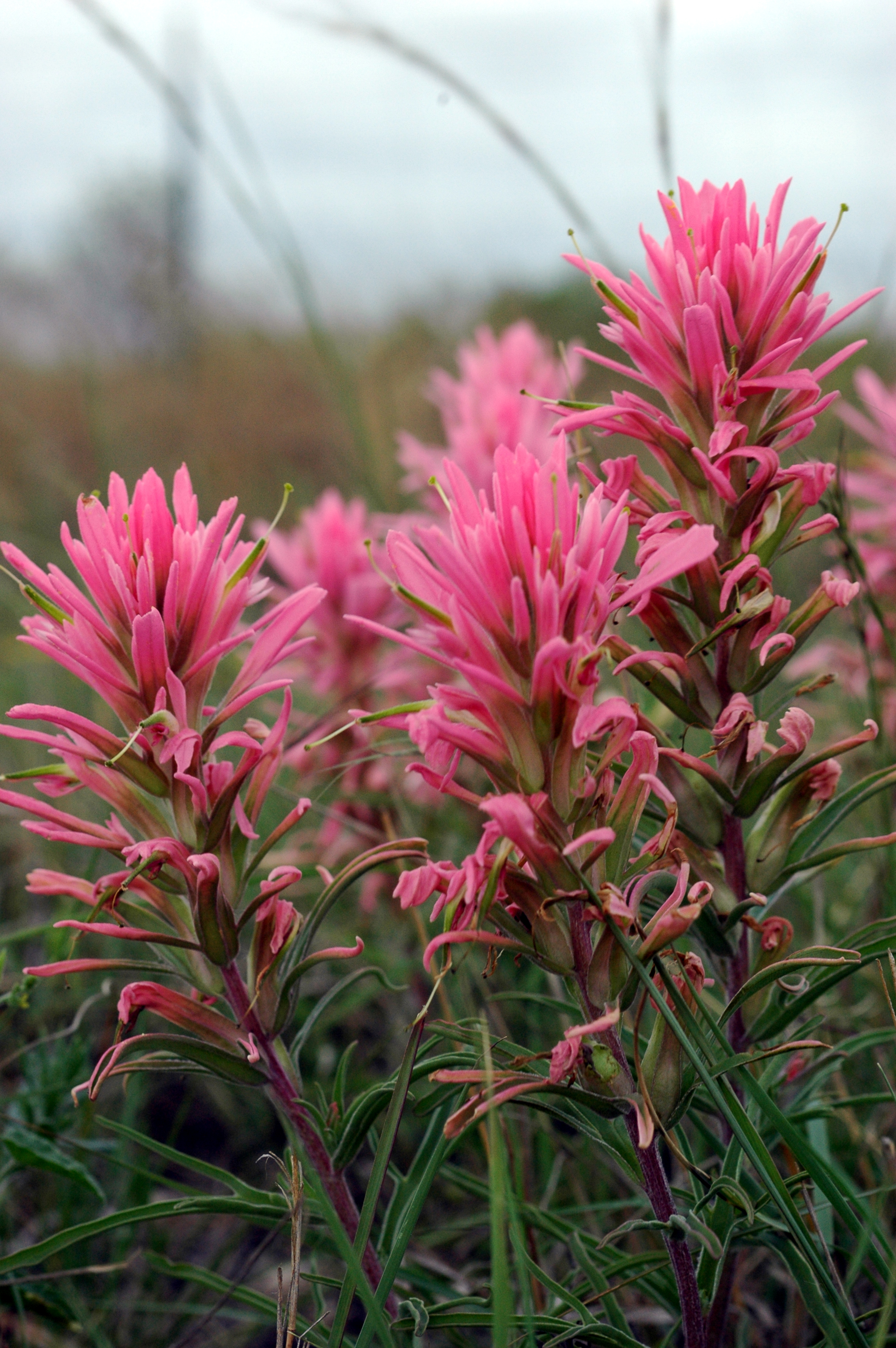